# Nakatani Tai

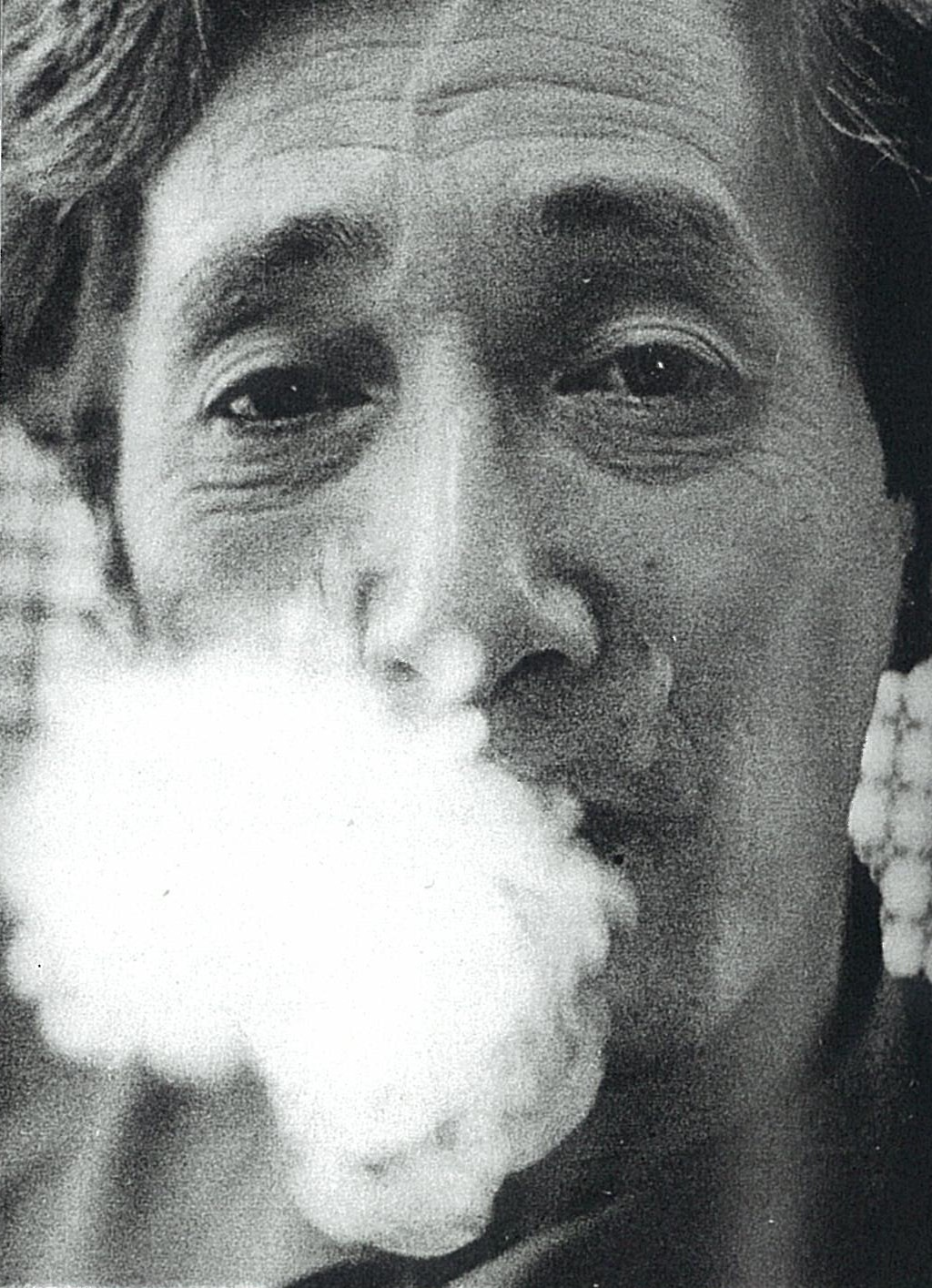
Nakatani Tai

Nakatani Tai (japanisch 中谷 泰, Vorname auch Yasushi gelesen, eigentlicher Vorname Taiichi; geboren 20. Mai 1909 in Matsusaka (Präfektur Mie); gestorben 31. Mai 1993 in Tokio) war ein japanischer Maler im Yōga-Stil.

## Leben und Wirken
Nakatani Tai zog 1929 nach Tokio und begann ein Studium an der vom Maler Kawabata Gyokushō (1842–1913) gegründeten Kunstschule „Kawabata gakō“ (川端画学校), wechselte dann zu der von der Künstlergruppe Shun’yōkai eingerichteten Kunstschule. 1930 wurde auf der 8. Ausstellung der Shun’yōkai sein Bild „Machikado“ (街かど) – „Stadtecke“ angenommen. Er stellte ab 1932 weiterhin aus, erhielt 1938 u. a. den Shun’yōkai-Preis für „Rakuen tsuihō“ (楽園追放) – „Vertreibung aus dem Paradies“. 1943 wurde er als Mitglied aufgenommen. Etwa im selben Jahr begann er bei Kimura Shōhachi, einem Gründungsmitglied der Shun’yōkai, sich weiterzubilden, eine Beziehung, die er bis zu Kimuras Tod fortsetzte. Nakatani war auf der 3. Ausstellung der „Shin-Bunten“ mit dem Bild „Shūjitsu“ (秋日) – „Herbsttag“ und auf der 5. Ausstellung mit „Suiyoku“ (水浴) – „Das Bad“ zu sehen. Beide Bilder erhielten eine Auszeichnung.
Nach dem Zweiten Weltkrieg stellte Nakatani weiterhin bei der Shun’yōkai aus. 1951 stellte er auch auf der 4. „Japan Independent Exhibition“ (日本アンデパンダン展) aus und trat der „Japan Art Society“ (日本美術会, Nihon bijutsu kai) bei. Die Werke jener Zeit zeigen einen intimen Malstil mit Familien- und Stillleben, aber dann wandte er sich sozialkritischen Themen zu. So zeigte er 1953 auf der 30. Shun’yōkai-Ausstellung das Bild „Nyūbō“ (乳房) – „Brüste“ und im folgenden Jahr auf der Ausstellung „Heiwa bijutsu-ten“ das Bild „Nagare-da“ (流田) – „Abrutschendes Feld“ in realistischer Manier. Als er jedoch 1955 zum ersten Mal eine Kohlebergwerksstadt sah und im darauffolgenden Jahr die Stadt Seto in der Präfektur Aichi besuchte und stark von der Gegend angezogen wurde, begann er, sich mit der Veränderung der Natur durch die unermüdliche Arbeit des Menschen zu befassen, ein Thema, das er bildnerisch mit rauem Auftrag der Ölfarben und Einmischung von Tonpartikeln darstellte.
1971 wurde Nakatani Professor an der Universität der Künste Tokio, eine Position, die er bis 1977 innehatte. 1988 veranstaltete das Kunstmuseum der Präfektur Mie (三重県立美術館) eine Retrospektive, die 99 Ölbilder, 58 Aquarelle und Zeichnungen und 8 Holzschnitte umfasste. 1993 stellte Nakatani auf der 70. Shun’yōkai zum letzten Mal aus, und zwar das Bild „Mura no ōkan“ (村の往還) – „Verkehr im Dorf“.